# Padria
Padria (sardisk: Pàdria) er en by og en kommune (comune) i provinsen Sassari i regionen Sardinien i Italien. Byen ligger i 304 meters højde og har 633 indbyggere (2016). Kommunen har et areal på 48,39 km² og grænser til kommunerne Bosa, Cossoine, Mara, Monteleone Rocca Doria, Montresta, Pozzomaggiore, Romana og Villanova Monteleone.